# خاموشی (ترانه)
خاموشی (بهانگلیسی: Blackout) یک ترانه از گروه راک آمریکایی لینکین پارک است. این نهمین ترانه از آلبوم یک هزار خورشید است. این ترانه توسط مایک شینودا و ریک روبین سروده شده‌است.

## خوانندگان
این ترانه توسط چستر بنینگتون و مایک شینودا خواننده و رپر لینکین پارک خوانده و اجرا شده‌است. سرعت خواندن چستر در نسخه آلبومی این ترانه از قبل بیشتر بود و جیغ و فریاد کشیدن او ترانه را خاص کرده‌است.

## جدول
| جدول سال ۲۰۱۲                     | جایگاه |
| --------------------------------- | ------ |
| UK Rock - Official Charts Company | ۲۸     |

## تاریخچه پخش
| منطقه | تاریخ          | فرمت/قالب       | برچسب                |
| ----- | -------------- | --------------- | -------------------- |
| جهانی | ۸ سپتامبر ۲۰۱۰ | دانلود دیجیتالی | وارنر برادرز. رکوردز |